# Inka Huasi (Huancavelica)
Inka Huasi ( do quechua , Inka = Inca , Huasi = casa, Casa Inca) é um Sítio Arqueológico do Peru localizado na  na Província de Huaytará , distrito de Huaytará, região de Huancavelica. Está situado a 3.804 metros de altura. A função da casa era a de abrigar os coletores de impostos temporariamente enquanto estivessem na região, várias dessas casas foram construídas com essa finalidade nas principais estradas em todos os cantos do império. Além disso haviam locais para veneração, alojamento para os Chasquis e um observatório astronômico.  

## Estruturas
As construções incas , entre os quais destaca um centro cerimonial religioso de grande importância , são um conjunto de salas, escadarias, praças e passarelas, que presumivelmente serviram para atos ecumênicos e para observação astronômica. 
Em uma de suas praças localiza-se um relógio de sol ou Intihuatana , que servia para definir as estações e festas rituais. 
O Palácio Inca, também conhecido como o Palácio das duas janelas é considerado um dos monumentos mais importantes da região , acredita-se que é mais uma das construções realizadas no governo do Inca Pachacuti em 1440.  Além disso, nas proximidades, existem uma série de edifícios como o Capana, o Chapas, entre outros. 
Estruturalmente podemos observar nas construções o uso da pedra lavrada com um trabalho tão meticuloso que compartilham as características dos edifícios de Machu Picchu, onde o acoplamento das pedras é tão perfeito que não existe nenhuma possibilidade de atravessar qualquer coisa entre as rochas e que não foi usada em sua construção qualquer tipo de argamassa. É também constante, outra característica das estruturas incas, o uso de formas trapezoidais, e a presença de nichos nos  edifícios em Inca Huasi. 

## Sistema hidráulico
Inka Huasi conta com um sistema hidráulico que capta suas águas de duas fontes diferentes. Feito com uma alvenaria fina, descobriu-se que uma de suas pedras tem 13 ângulos diferentes e perfeitos para encaixe . Estas fontes Inca eram interligadas por um sistema de canais esculpidos na pedra natural colina abaixo de forma reta e em ziguezagues através do qual a água iria até o rio Viscachao que irriga o vale de Huaytará, e desce em direção ao litoral tornando-se um importante afluente do rio Pisco. 